# Bertrand Mandico

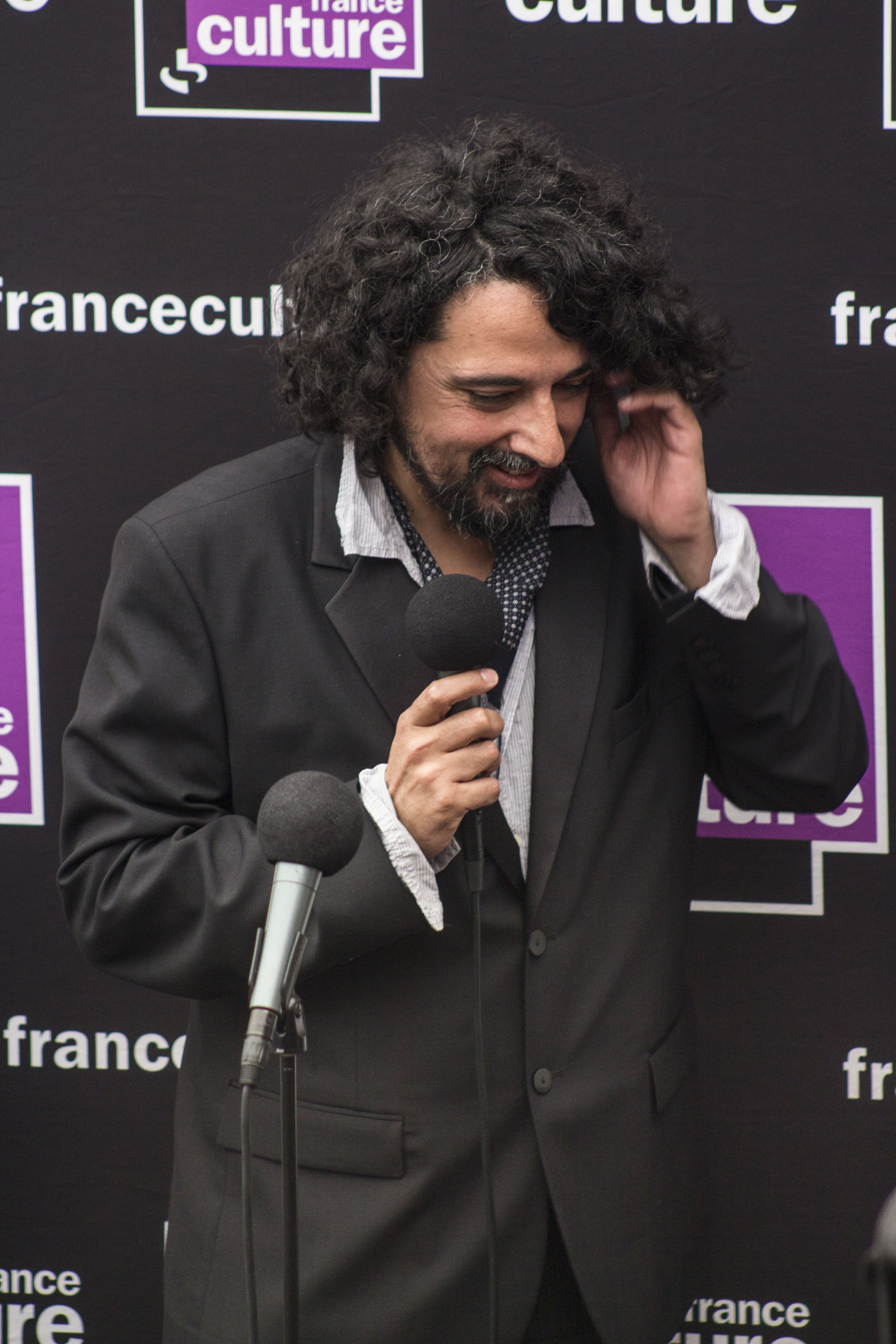
Bertrand Mandico (2018)

Bertrand Mandico (geboren am 21. März 1971 in Toulouse) ist ein französischer Experimentalfilmregisseur, der Kurzfilme, mittellange Filme, experimentelle Essays und Spielfilme gedreht hat. Seine Filme beschäftigen sich häufig mit dem Körper und der Fluidität der Geschlechter.

## Leben
Mandico wurde 1971 in Toulouse geboren. Später studierte er an der Pariser Filmschule Gobelins, l'École de l'image, er schloss sein Studium 1993 mit einem Diplom in Animationsfilm ab. Zunächst widmete sich Mandico vor allem Animationsfilmen, wandte sich anschließend vor allem Live-Action-Filmen zu, bevor er Kurzfilm-Eigenproduktionen begann.
Mandico hat eine ungewöhnliche Arbeitsmethode, bei der er den Ton für seine Filme erst in der Postproduktion erstellt. Die Schauspielerinnen und Schauspieler synchronisieren sich im Nachhinein, und die Umgebungsgeräusche und die Musik werden überlagert. Allerdings dreht er seine Bilder immer auf Farbfilm, ohne Nachbearbeitung. Hintergrundprojektion und Überblendung erfolgen während der Dreharbeiten.

### Filmprojekte
Zusammen mit der isländischen Filmemacherin Katrin Olafsdotir schuf er 2012 das Inkohärenz-Manifest. Darin schrieb er: „Inkohärent zu sein bedeutet, an das Kino zu glauben, es bedeutet, einen romantischen Ansatz zu haben, unformatiert, frei, gestört und traumhaft, cineastisch, eine epische Erzählung.“ Eine Gruppe junger Filmemacher, darunter Marie Losier, Yann Gonzales, Caroline Poggi und Jonathan Vinel, sollen sich von diesem Manifest beeinflussen haben lassen.
Mit „20+1 Projections“ begann Mandico ein gemeinsames Projekt mit der rumänisch-amerikanischen Schauspielerin Elina Löwensohn, bei dem sie 21 Kurzfilme in 21 Jahren drehen wollen. Obwohl jeder Film ein einzigartiges erzählerisches und formales Werk sein soll, sollen die Themen Altern und Begehren im Mittelpunkt stehen. Bis 2018 drehte das Duo 8 Filme, davon waren 6 fertiggestellt.
2017 veröffentlichte Mandico seinen ersten Spielfilm Les Garçons sauvages (englisch The Wild Boys) Der Film spielt Anfang des 20. Jahrhunderts auf der Insel La Réunion und handelt von fünf heranwachsenden Jungen aus wohlhabenden Familien, die ein brutales Verbrechen begehen und daraufhin von einem holländischen Kapitän zur Rehabilitierung auf seinem baufälligen Segelboot aufgenommen werden. Nach Tagen landen sich auf einer Insel, in der sie Stück für Stück in eine Art Trance kommen, und Geschlechtergrenzen überwinden. Alle fünf Jungen werden von weiblichen Schauspielerinnen gespielt.
Bert Rebhandl schrieb in der FAZ, dass Mandico mit seinem Film Les Garçons sauvages „an die Traditionen des amerikanischen Untergrunds aus den sechziger Jahren an[schließt], und im weiteren Sinn an einen Kanon des experimentellen Kinos, in dem die Spielarten der Identität mit transgressiven Valeurs des filmischen Materials in Verbindung traten“. Für den Film wurde Bertrand Mandico 2018 auf dem Vilnius International Film Festival als bester Regisseur ausgezeichnet, Cahiers du cinema kürte ihn zum besten Film des Jahres 2018.
2021 veröffentlichte er seinen zweiten Spielfilm Paradis sale, in dem Film wird die Erde als untergegangen dargestellt, und die Menschen haben sich einen neuen Planeten gesucht. Nur die Frauen haben überlebt und leben nun Amazonen gleich im Wald oder am Strand.

## Werke (Auswahl)
Mandico hat über 40 Kurz-, Mittel- und Langfilme veröffentlicht. Seine zwei Langfilme sind
- 2017: Les Garçons sauvages
- 2021: AFTER BLUE (Paradis sale)